# E Киля
О звезде e¹ Киля см. HD 73390, о звезде e² Киля см. HD 73389

E Киля (лат. E Carinae) — звезда в созвездии Киля, бело-голубой субгигант спектрального класса В с видимой звёздной величиной +4,66, удалена от Земли на 1080 световых лет. Звезда классифицируется как переменная типа γ Кассиопеи, её блеск меняется в пределах от +4,67 до +4,78 с периодом в 137,7 дня.